# Джемаль, Джахид Шамильевич
Джахид Шамильевич Джемаль (15 ноября 1928, Гюлаблы — 17 июня 2011) —  заслуженный художник России, член МСХ, Союзов художников Азербайджана и Монголии, член Международного художественного фонда. По отцу Джемаль происходит из бекской семьи Нагорного Карабаха, которая по линии ханов Сарыджалинских восходит к карабахскому хану Панах Али-хану.

## Биография
Джахид Шамильевич Джемаль родился 15 ноября 1928 года в селе Гюлаблы, Азербайджан, дом их семьи в Шуше. Учился в Азербайджанском государственном художественном училище имени Азима Азимзаде, знал арабский язык. Окончил Московский художественный институт имени Сурикова по специальности художник-живописец, член Союза художников СССР (с 1957 года), преподавал сначала в МАРХИ, а затем в Строгановке. Начиная с 1977 года Джахид Джемаль работал в МГТУ имени А. Косыгина, где занимал должности доцента, а позже профессора кафедры рисунка и живописи. На протяжении двадцати четырёх лет, с 1982 по 2006 гг., являлся заместителем декана факультета прикладного искусства.
Окончил в 1953 году Московский художественный институт им. Сурикова по классу декоративной живописи. Работал в области плаката и книжной графики. Иллюстрировал книги в издательствах «Радуга», «Прогресс» и в др. Несколько лет работал художником-мультипликатором «Союзмультфильма», был главным художником республиканского павильона ВДНХ. Участвовал в Московских, молодёжных, всероссийских и всесоюзных выставках, а также за рубежом.
Семья: жена Ирина Леонидовна Шаповалова, дрессировщица, дочь директора Малого театра, сын: Джемаль, Гейдар Джахидович, внук: Джемаль, Орхан Гейдарович.
Дед по отцу сначала возглавлял отдел по борьбе с бандитизмом в НКВД Закавказской республики, во время Великой Отечественной войны был военным комиссаром Карабаха, затем председателем Верховного Суда Азербайджанской ССР.

## Творческая деятельность
Имя Джахида Джемаля стало известным после серии персональных выставок, посвященных Монголии, где он работал и жил с 1962 по1964 год, положив основу в декоративной живописи.
В творческой деятельности художника Джахида Джемаля более 40 персональных выставок в Москве, Баку и в других городах Советского Союза, а также в Монголии.
Джахид Джемаль был знаком с известными людьми XX века: Буденным, Цеденбалом, К. Симоновым, М. Курилко, В. Фаворским, В. Шереметьевым и многими другими, которые высоко ценили его творчество и видели его большой вклад в искусство, где Джемаль стоит особняком в истории советской живописи 60-х — 90-х гг.
Работы художника печатались в газетах: «Комсомольская правда» и «Известия», в журналах «Огонёк», «Москва», «Иностранная литература».

## Преподавательская деятельность
Джахид Джемаль всю жизнь преподавал — сначала в МАРХИ с 1962 по 1970 год, потом в 1971—1977 годах — преподавал живопись в Московском Строгановском институте. В 1976 году он был принят на должность доцента, а затем профессора в Московский текстильный Институт (ныне МГТУ им. А. Н. Косы́гина), где вёл дисциплины «Живопись» и «Цвет в костюме» на кафедре художественного моделирования костюма.
В 1977—2011 годах являлся деканом вечернего отделения факультета прикладного искусства и профессором на кафедрах рисунка и живописи и художественного моделирования костюма.
Выпущено несколько его трудов, а в 2011 году — «Цвет в костюме» и «Анатомия цвета», где предложил создать принципиально новую школу современной живописи.
Творческий путь художника был сложным. Путь поисков и решений, различных стилей и направлений. Последний период творческой деятельности закончился нахождением себя в абстрактно — геометрической пластике.
Джахид Джемаль предложил новую цветовую систему для декоративной живописи на основе цветового круга. Он затронул актуальные вопросы цвета, предлагал новый подход к декоративному решению цвета. Широко известны его эксперименты с цветом; он любил цвет и умел с ним работать.
Проработав много лет в Московском Государственном Текстильном Университете, он, как педагог, успел оставить глубокий след в области методики преподавания цвета. За время работы вел начальный курс живописи и курс декоративной живописи. А последние 10 лет ярко проявил себя при разработке новой дисциплины «Цвет в костюме», где заложил методические основы учебной программы, опираясь на свой богатый опыт работы с цветом. Проводил эксперименты с цветом на занятиях, вёл практическую и теоретическую работу над колористическими сочетаниями цвета.

## Достижения и награды
Джахид Джемаль являлся членом правления Общества друзей Монголии. В 2009 году постановлением президиума Совета по общественным наградам Российской Федерации, он был награждён орденом «За профессионализм и деловую репутацию I степени». За большой вклад в дружбу и сотрудничество между двумя странами он был отмечен также наградами Монголии: «Золотой звездой дружбы», медалями «Найрамдал», «За мир и дружбу», «60 лет общества дружбы Монголия-Россия», «За трудовые заслуги».